# Конвой № 1121
Конвой № 1121 — невеликий японський конвой часів Другої світової війни, проведення якого відбувалось у травні 1943 року.
Місцем призначення конвою був Рабаул — головна база в архіпелазі Бісмарка, з якої японці провадили операції на Соломонових островах та сході Нової Гвінеї. Вихідним пунктом при цьому став атол Трук (нині Чуук) у східній частині Каролінських островів, де ще до війни була створена потужна база ВМФ.
До складу конвою № 1121 увійшов лише один транспорт «Наруто-Мару», який охороняв есмінець «Юдзукі».
12 травня 1943 року кораблі вийшли з Труку та попрямували на південь. У цей період японські конвої до архіпелагу Бісмарка ще не стали цілями для авіації, проте на комунікаціях активно діяли підводні човни США. Утім, проходження конвою № 1121 відбулося без інцидентів і 15 травня він прибув до Рабаула.